# باتريشيا غريفين
باتريشيا غريفين (بالإنجليزية: Patricia Griffin)‏ (من مواليد 1907- تُوفيت عام 1986) وهي ممرضة ومتطوعة اجتماعية من مونتسرات. أسست جمعية رعاية الشعب القديم، وكانت لها دور أساسي في تطوير برنامج ما قبل المدرسة وأنشأت جمعية لحماية المستهلك في الجزيرة. تُمنح منحة دراسية باسمها وذلك لتكريمها

## حياتها
وُلدت باتريشيا كونستانس فيلهيلمينا هينز في 24 أكتوبر 1907 في سانت أنتوني باريش إلى جين (ني بيل) وف. و. هاينز. كانت والدتها، وهي من أصل أيرلندي، مهاجرة من أنتيغوا وكان والدها عميدًا للغة الإنجليزية، عمل كقانوني في سانت أنطوني باريش لمدة أربعين عامًا. تم تعليم هينز، في إنجلترا ، حيث درست في مستشفى سانت توماس ومستشفى باترسي للولادة في لندن.

## عملها
في عام 1939 ، عادت هاينز إلى منطقة البحر الكاريبي وبدأت العمل كممرضة في مستشفى روسو (دومينيكا). ثم عملت في مستشفى هولبيرتون في أنتيغوا ومستشفى ألكسندرا في نيفيس، وذلك قبل زواجها من الدكتور تشارلز نورمان غريفين في عام 1942.
بعد زواجها، عاشت غريفين في العديد من جزر ليوارد حيث كان يعمل زوجها طبيباً في إنجلترا. كان لديها ثلاثة أطفال، ماري باتريشيا وإليزابيث كونستانس الذين ولدوا في أنتيغوا وابن يدعى جون. أصبحت ماري معلمة فنية وعملت على تطوير برنامج الفن في مدرسة مونتسيرات الثانوية، في بليموث، مونتسيرات. ثم أصبحت إليزابيث أول امرأة تتولى منصب محامي في مونتسيرات. أصبح ابنها جون، طبيبًا إنكليزيًا. وفي عام 1964، عادت العائلة إلى بليموث (مونتسيرات)، حيث عملت غريفين كممرضة مع زوجها.
في عام 1964 ، أسست جريفين جمعية رعاية الشعب القديم (OPWA) لرعاية المعاقين أو ذوي الاحتياجات الخاصة من المسنين الذين تزيد أعمارهم عن 70 عامًا. نظمت OPWA عن طريق تقسيم البلاد إلى مقاطعات وتعيين الكشافة لتقييم الرعاية والسكن والتغذية في هذه الفئات الضعيفة من السكان. وعملت كرئيسة لجمع التبرعات للمنظمة، وجمعت الأموال لتوفير الرعاية المنزلية وإصلاح المنازل للمواطنين غير القادرين على إعالة أنفسهم. صمّمت مشروعًا مقيمًا للمسنين، بالإضافة إلى الخدمات المجتمعية. قامت بجمع الأموال لأربعة وحدات ومولت الحكومة وحدتين إضافيتين.
عملت غريفين كمديرة تنفيذية للحركة الدولية للصليب الأحمر والهلال الأحمر ولشركة YWCA. وساعدت في إنشاء أول برنامج ما قبل المدرسة في الجزيرة. وأدى عملها مع هذه المنظمات إلى تطوير جمعية مستهلكي مونتسيرات بين عامي 1966 و 1972، وبهدف زيادة التعليم بشأن السلع الاستهلاكية. عالجت المنظمة أشياء مثل التغذية وجودة السلع، ونُشرت دورية تعرف باسم قلق المستهلك. عندما توفي زوجها في عام 1976 ، انتقلت غريفين إلى إنجلترا لتكون بالقرب من ابنها.

## وفاتها
توفت غريفين في عام 1986 في داروين، لانكشر، انكلترا. وفي عام 1987، أنشأ أولادها صندوق نورمان وباتريشيا جريفين الاستئماني لمساعدة طلاب التعليم الثانوي والعالي في الجزيرة من خلال المنح التعليمية. وفي عام 2006 ، تم تكريمها بعد وفاتها بختم أصدرته حكومة مونتسيرات مع الاعتراف بمساهماتها في الرفاهية الاجتماعية للجزيرة.

### اقتباسات
1. 1 2 3 4  Fergus 1996، صفحة 93.
2. 1 2 3  Mott 2006.
3. 1 2  Fergus 1996، صفحة 92.
4. ↑  The Virgin Islands Daily News 1969، صفحة 10.
5. ↑  Fergus 1996، صفحة 94.
6. ↑  Fergus 1996، صفحة 95.

### قائمة المراجع
- Fergus، Howard A. (1996). Gallery Montserrat: Some Prominent People in Our History. Kingston, Jamaica: Canoe Press University of the West Indies. ISBN:978-976-8125-25-5. مؤرشف من الأصل في 2020-01-24.
- Mott، Nicola (17 فبراير 2006). "Stamp of approval!". Blackburn, Lancashire, England: Lancashire Telegraph. مؤرشف من الأصل في 2016-11-30. اطلع عليه بتاريخ 2016-12-04. {{استشهاد بخبر}}: استعمال الخط المائل أو الغليظ غير مسموح: |ناشر= (مساعدة)
- "First Female Barrister Admitted to Bar". St. Thomas, U. S. Virgin Islands: The Virgin Islands Daily News. 10 يوليو 1969. مؤرشف من الأصل في 2020-01-24. اطلع عليه بتاريخ 2016-12-04. {{استشهاد بخبر}}: استعمال الخط المائل أو الغليظ غير مسموح: |ناشر= (مساعدة)